# Aeroportul Tonghua Sanyuanpu
Aeroportul Tonghua Sanyuanpu (IATA: TNH, ICAO: ZYTN) este un aeroport din Liuhe County⁠(d), Tonghua⁠(d), Jilin, Republica Populară Chineză ce deservește zona Tonghua⁠(d). Aeroportul a fost tranzitat în 2022 de 92.450 de pasageri. A fost deschis în 18 iunie 2014 și numit după zona deservită.
Aeroportul dispune de o singură pistă.